# Línea 12 (Córdoba)
La  Línea 12 es una línea de colectivos de Córdoba, Argentina. El servicio está actualmente operado por la empresa Coniferal.
Anteriormente el servicio de la línea 12 era denominado antes como N2 desde 2002 operado por Coniferal, hasta que el 1 de marzo de 2014, con la implementación del nuevo sistema de transporte público, la N2 se fusiona como 12 operado por la misma empresa.

## Recorrido
Servicio diurno y nocturno.
IDA: Vucetich antes de Schrodinger- por Vucetich – Kelvin – Los Chañares- Los Algarrobos - Los Espinillos – Camino a Capilla de los Remedios -  Concejal H. Curletto - Av. Sabattini - Bv. Illia - Chacabuco - Maipú - Sarmiento - Hto. Primo - Avellaneda - Castro Barros - Caraffa - O. Pinto - R. Nuñez - D. Álvarez -  Massetti - Beta - J. M. Fangio - Malalco - Pizzolato - G. Ortega
REGRESO: (COMIENZA VTA REDONDA) - Marimon - Revello - Yaben - Ornstein - Ibarguren - Furlong - Borda - J. María Rosa - Marimon - Ortega - Pizzolato - Malalco - J. M. Fangio - Beta - Massetti - Donato Álvarez - R. Nunez - O. Pinto - Caraffa - Castro Barros - Avellaneda - Av. Colon - Av. Gral. Paz - Av. Vélez Sarsfield - Bv. San Juan - Bv. Illia - Av. Sabattini – Camino a Capilla de los Remedios - Los Espinillos - Los algarrobos – Los Chañares – Kelvin - Vucetich – Ingresa al Predio